# Grzegorz Chałasiński
Grzegorz Mieczysław Chałasiński (ur. 1 stycznia 1949) – polski profesor nauk chemicznych. Specjalizuje się w zagadnieniach z zakresu chemii kwantowej i obliczeniowej. Członek korespondent Polskiej Akademii Nauk od 2016 roku. Pracownik Wydziału Chemii Uniwersytetu Warszawskiego, zasiadał w Radzie Głównej Nauki i Szkolnictwa Wyższego.
Absolwent UW (kierunek chemia, rocznik 1972). Doktoryzował się w 1977 roku na Wydziale Chemicznym UW, habilitację otrzymał w 1986 na tej samej uczelni. Tytuł profesora nauk chemicznych nadano mu w 1999 roku.

## Życie prywatne
Syn socjologa Józefa Chałasińskiego i brat fizyczki Katarzyny Chałasińskiej-Macukow.

## Nagrody i wyróżnienia
Uhonorowany m.in.:
- Nagrodą Premiera RP za całokształt dorobku naukowego (2015),
- Medalem Jana Zawidzkiego (2001),
- Nagrodą im. Wojciecha Świętosławskiego (1996),
- Złotym Krzyżem Zasługi (2001),
- Krzyżem Kawalerskim Orderu Odrodzenia Polski (2011),
- Medalem 200-lecia Uniwersytetu Warszawskiego (2016)